# Cybergothic

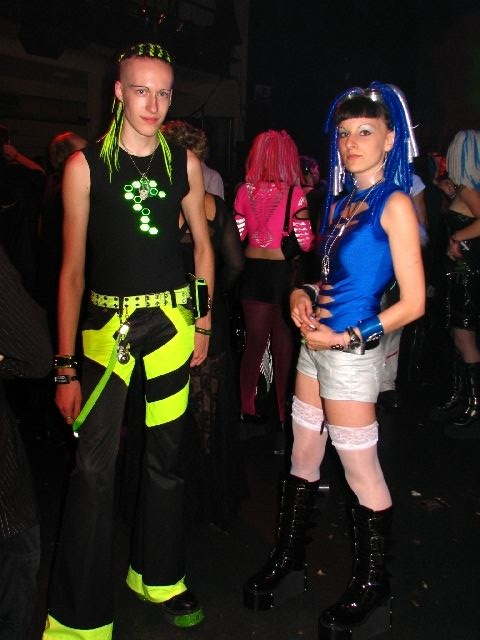
Cybers op de dansvloer

De term cybergothic verscheen voor het eerst in Nederland omstreeks 1998. In eerste instantie verwees deze naar gothic-liefhebbers die contact zochten en kregen via internet. De term viel op internet destijds ook al buiten Nederland op.
In de jaren daarna vervaagde deze definitie en "cybergothic" groeide uit tot een afzonderlijke subcultuur binnen de gothic-scene, aanvankelijk gekenmerkt door elkaar overlappende muziekinvloeden van hardcore en psytrance, maar uiteindelijk ontstond er binnen de cybergothic-cultuur een eigen muziekstijl, kenmerkende kleding en een eigen filosofie. De term cybergothic wordt vaak afgekort tot "cyber".

## Oorsprong
Als eerste plek waar de cybergoths zich manifesteerden, wordt vaak de Londense gothic-club Slimelight genoemd. De combinatie neon-dreads en neon-kleding in combinatie met het zwart van gothic kleding werd daar omstreeks 2001 gemeengoed. Aangezien Slimelight altijd veel internationale bezoekers trekt, heeft de subcultuur zich snel over de hele wereld kunnen verspreiden.

## Filosofie
De basis voor de filosofie van de cybergothic-cultuur is terug te vinden in de sciencefiction en dan vooral de cyberpunk-varianten daarvan. De Borg uit Star Trek en films als The Matrix en Blade Runner zijn ook grote invloeden.

## Mode en kleding
De kleding van de cybergoth is een mengeling van gothic- en fetishkleding, met de neon- en fluorescerende kleuren afkomstig uit de goa- en psytrancescenes. De cybergoths hebben feitelijk de hippie-invloeden van de goacultuur vervangen door die van de gothic- en fetishcultuur. Opvallend is het extreme gebruik van (fluorescerende en neonkleurige) hair-extensions (vaak ook falls genaamd) en het integreren van gadgets en technologie in kleding. Vaak wordt gekscherend gezegd dat de bouwmarkt hun favoriete kledingzaak is. Het is de bedoeling een futuristische, extreme look te creëren, vergelijkbaar met die van de personen uit de film Tron, of de Ultra's uit de Revelation Space-boeken van Alister Reynolds.

## Muziek
De meeste cybergoths luisteren vrijwel alleen maar naar elektronische muziek. Muziek met mechanische instrumenten wordt als ouderwets en niet ter zake doende beschouwd. De favoriete elektronische genres zijn EBM, rhythmic industrial, futurepop, darkelectro, hardcore house, synthipop en psytrance. Ook techno vinden ze leuk, zolang het maar futuristisch en donker klinkt.

## Feesten
Cybers zijn het meest te vinden op gothicfeesten waar vooral elektronische muziek wordt gedraaid.
Zoals Cyberia in Tivoli de Helling in Utrecht (eerst in EKKO), Freitag in het LVC in Leiden, Area51 in WATT in Rotterdam (was oorspronkelijk in NightTown en later in WaterFront), InfraRed in de Baroeg in Rotterdam, Unterwelt (verschillende locaties) in Den Helder, Vampire party in Antwerpen, Beatnation, Infekted party en Nocturna party in Gent, Cybergothic Syndrome in de Effenaar in Eindhoven.
Ook zijn ze vaak te vinden op psytrance-, en hardcorefeesten waar veel industrial hardcore wordt gedraaid.